# Дезире (филм)
Дезире (енгл. Désirée) је историјски филм из 1954. у продукцији компаније 20th Century Fox. Филм је режирао Хенри Костер, а продуцент је Џулијан Блаустин. Сценариста је Данијел Тарадаш на основу истоименог романа аустријске књижевнице Анамарије Зелинко. Композитор је Алекс Норт, а директор фотографије Милтон Краснер.